# Grevillea miniata
Grevillea miniata är en tvåhjärtbladig växtart som beskrevs av W. V. Fitzg.. Grevillea miniata ingår i släktet Grevillea och familjen Proteaceae. Inga underarter finns listade i Catalogue of Life.